# Walter Schleger
Walter Schleger (Praga, 19 settembre 1929 – 3 dicembre 1999) è stato un calciatore austriaco, di ruolo attaccante.

## Carriera
Con l'Austria Vienna vinse quattro campionati austriaci (1953, 1961, 1962, 1963) e tre Coppe d'Austria (1960, 1962, 1963).

## Palmarès

### Club

#### Competizioni nazionali
- Campionato austriaco: 4

Austria Vienna: 1952-1953, 1960-1961, 1961-1962, 1962-1963
- Coppa d'Austria: 3

Austria Vienna: 1959-1960, 1961-1962, 1962-1963